# بدها گورایا
بدها گورایا (به انگلیسی: Buddha Goraya) یک روستا در پاکستان است که در ناحیه گوجرانوالا واقع شده‌است. بدها گورایا ۵ کیلومتر مربع مساحت و ۵٬۰۰۰ نفر جمعیت دارد و ۲۲۸ متر بالاتر از سطح دریا واقع شده‌است.